# Funivia Stresa-Alpino-Mottarone
La funivia Stresa-Alpino-Mottarone è un impianto di risalita, situato nel comune di Stresa, in Piemonte, che collega la città sul Lago Maggiore con la vetta del Mottarone.

## Storia

### Il progetto e lo smantellamento della Ferrovia del Mottarone

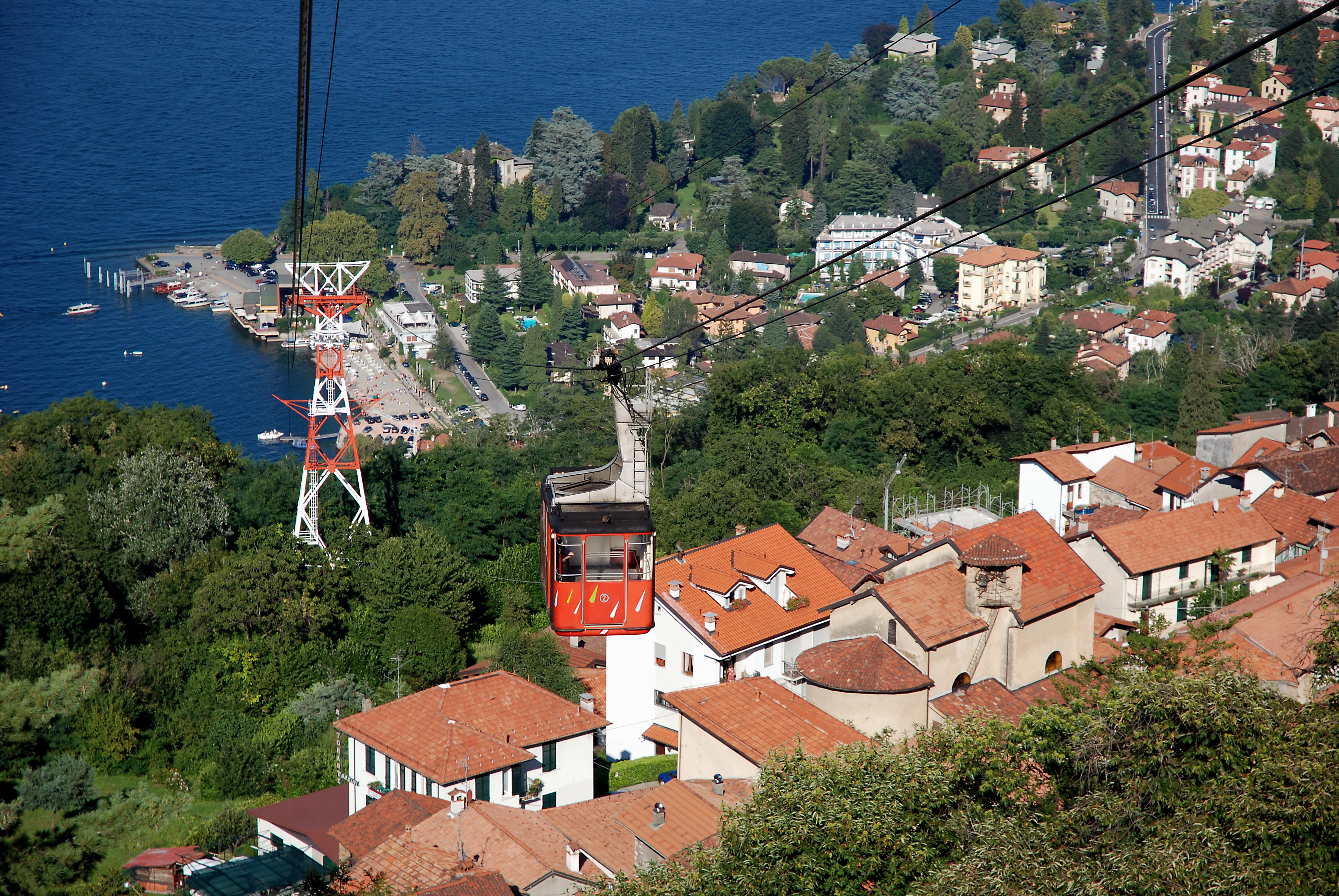
La funivia lungo la tratta Stresa - Alpino (1° troncone).

L'idea di realizzare una funivia di collegamento tra Stresa e la cima del Mottarone risale agli anni '60, quando la società gestore della Ferrovia del Mottarone iniziò a pensare di sostituire la preesistente ferrovia - datata 1911 - con un nuovo impianto più funzionale, veloce e con maggiore portata oraria. Fu così che nella seconda metà del 1963 partirono i lavori per procedere allo smantellamento della celebre ferrovia del Mottarone che rimase operativa fino al luglio dello stesso anno.

### La realizzazione e inaugurazione della funivia
Pensionato il vecchio e lento trenino, di lì a poco, iniziarono i lavori per la realizzazione della funivia, affidati alla ditta Piemonte Funivie.
I lavori e i collaudi termineranno con l'inaugurazione del 1º agosto 1970. In questo lasso di tempo di quasi sei anni, tuttavia, il collegamento Stresa-Mottarone venne comunque garantito da un autobus.

### Successivi interventi

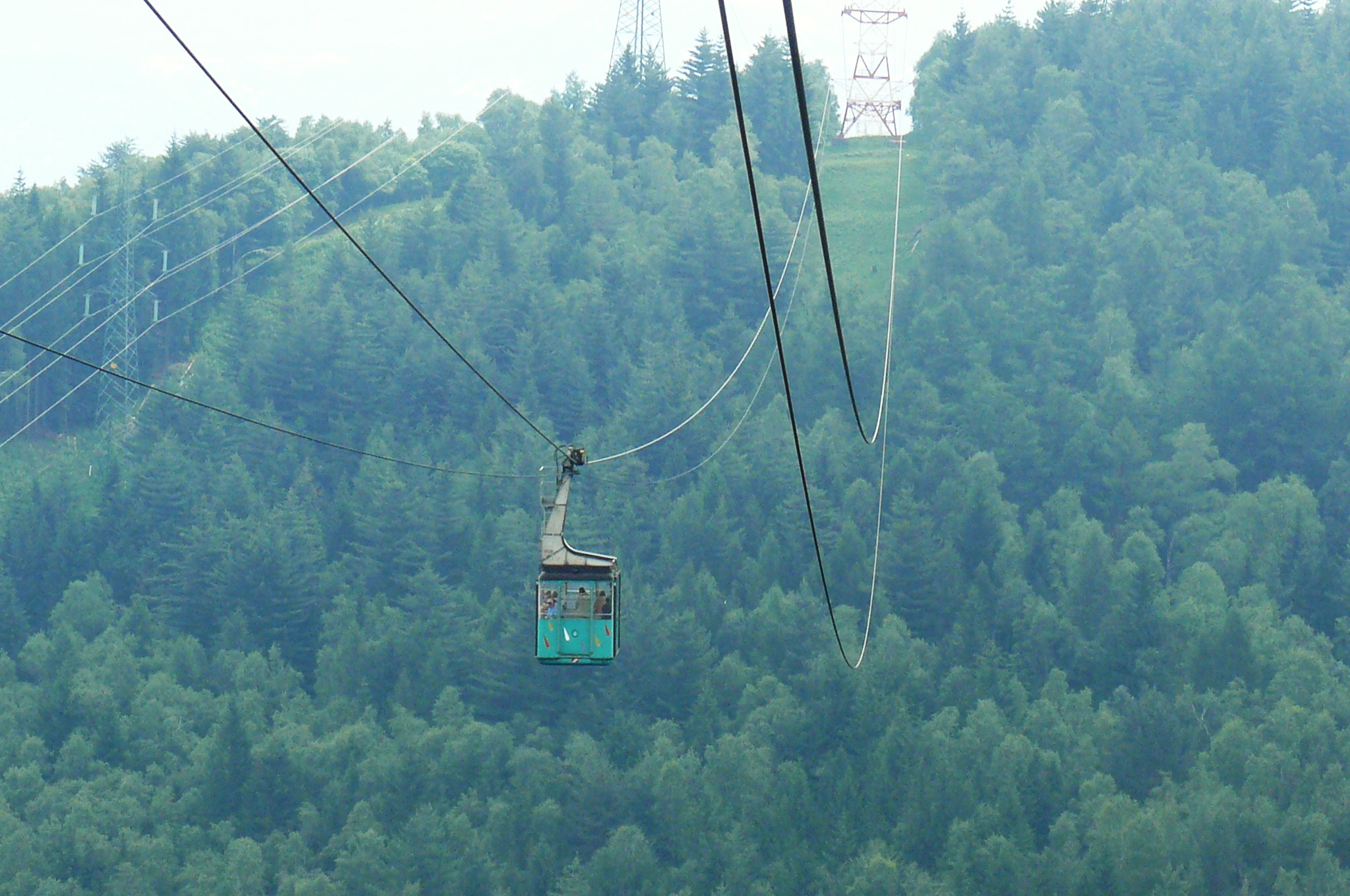
La funivia lungo la tratta Alpino – Mottarone (2° troncone).

Nel 2002 la funivia è stata sottoposta a una revisione straordinaria eseguita dalla ditta Poma Italia (poi divenuta Agudio).
Nel 2009, a completamento dell'opera, è stata costruita dalla società Leitner una seggiovia biposto che dalla stazione di arrivo della funivia al Mottarone conduce alla croce in vetta al monte (1491 m s.l.m.), alle piste da sci e ad Alpyland, una nuova area divertimenti sorta nel 2010, e costituita da un alpine coaster (bob su rotaia).
Chiusa nel 2014 per garantirne una revisione generale, dopo diverse incertezze, la manutenzione e l'ammodernamento della funivia è stata affidata alla società Leitner. Il 13 agosto 2016 è stata inaugurata la riapertura della funivia. Tra ottobre-dicembre 2016 sono state anche rinnovate le relative stazioni di riferimento della funivia.
Nel novembre 2020 i cavi di sospensione e di trazione sono stati sottoposti a un regolare test induttivo magnetico, e i freni dei cavi di sospensione sono stati sottoposti da ultimo a un test funzionale dalla ditta Leitner il 1° dicembre 2020. 
Dopo la sospensione dovuta alla pandemia di COVID-19, le operazioni sono riprese temporaneamente il 26 aprile 2021.

### Incidenti

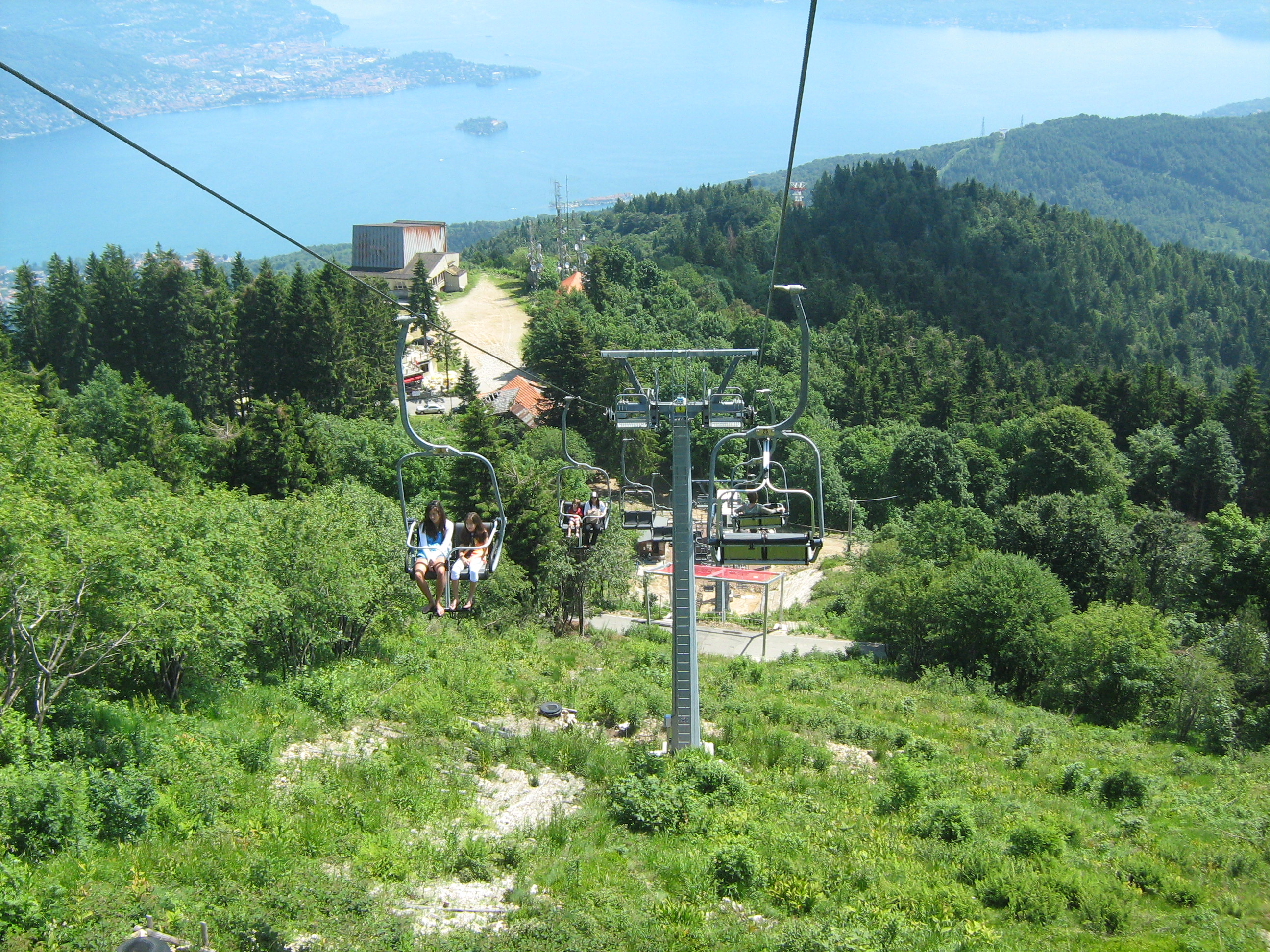
La seggiovia sommitale, che conduce alla cima del Mottarone.

Il 23 maggio 2021, domenica di Pentecoste, intorno alle ore 12.15, una delle cabine della funivia è precipitata al suolo a circa 100 metri dalla stazione di vetta; dei 15 passeggeri a bordo, 14 sono morti e uno è rimasto gravemente ferito.
Un precedente incidente sulla funivia risale a vent'anni prima – nel luglio del 2001 – con il blocco momentaneo di una cabina e il soccorso a 40 turisti rimasti illesi.
In seguito all'incidente del 2021 l'impianto è chiuso e non funzionante, in attesa di riparazione.

## Caratteristiche e percorso
La funivia è strutturata in due tronconi, aventi ciascuno due cabine dalla portata autorizzata di 40 persone. All'interno delle cabine c'è un monitor e una voce che avverte i passeggeri dell'arrivo a destinazione e soprattutto fornisce informazioni sulle attrazioni che attorniano la vetta.
Il primo troncone della funivia parte a 205 m s.l.m. in località Lido di Carciano, a Stresa e raggiunge la località Alpino, dove si trova il Giardino botanico Alpinia. 
Il secondo tronco parte agli 803 m s.l.m. dell'Alpino e raggiunge un pianoro immediatamente sotto la vetta del Mottarone, posto a 1385 m s.l.m. Da questa posizione è possibile raggiungere i 1491 m s.l.m. della vetta - oltre che a piedi - anche per mezzo di una seggiovia realizzata nel 2009.

## Caratteristiche tecniche
Trattasi di funivia bifune a va e vieni a doppia via di corsa. La velocità di esercizio del primo tronco (Stresa - Alpino) è di 7-11 m/s, mentre del secondo (Alpino - Mottarone) è di 7,2 m/s. Dal 2018 con autorizzazione all'esercizio senza agente di vettura (Vetturino) la velocità viene ridotta per entrambi i tronchi a 6 m/s. 
Topologia non frequente è la disposizione delle stazioni, infatti, nella stazione di Stresa (valle 1 tronco) è allocata la stazione di rinvio e tensione del tronco Stresa - Alpino, nel fabbricato di Alpino (monte 1 tronco e valle 2 tronco) sono allocate rispettivamente le due stazioni motrici, e nel fabbricato di Mottarone (monte 2 tronco) è allocata la stazione di rinvio e tensione del tronco Alpino - Mottarone.
Il tronco funiviario Alpino - Mottarone conta tre sostegni di linea, con una lunghezza sviluppata di oltre 3000 m e una campata centrale tra i sostegni n. 2 e n. 3 di oltre 2000 m. 
Le funi in opera sul tronco Alpino - Mottarone hanno le seguenti caratteristiche tecniche:
- Funi portanti delle due vie di corsa: diametro 51 mm
- Fune traente superiore: diametro 25 mm - Produttore Redaelli tipo Seale a 114 fili ( 6 Trefoli da 9+9+1)
- Fune traente inferiore: diametro 24 mm - Produttore Redaelli tipo Seale a 114 fili ( 6 Trefoli da  9+9+1)
- Fune di soccorso: diametro 16 mm